# Groundplane-antenne
De groundplane-antenne – ook wel kraaienpoot genoemd - is een variant op de dipoolantenne en ontworpen voor gebruik met een ongebalanceerde voedingslijn zoals een coaxkabel. De antenne dankt haar naam aan de radialen (tegencapaciteit) die haaks op het driven element (stralers) zijn geplaatst om een perfect grondvlak ( = groundplane) te simuleren.
De groundplane-antenne wordt bijna uitsluitend in verticale positie aangetroffen op hoogtes vanaf 1/4 λ en gebruikt voor frequenties tussen (ruwweg) 10 en 512 MHz. Ze is dan omnidirectioneel, verticaal gepolariseerd, relatief breedbandig en heeft een tamelijk hoge stralingshoek.
De eenvoudigste groundplane-antenne bestaat uit een verticaal driven element van 1/4 λ, onderaan verbonden met de kern van de coax. De coaxmantel wordt verbonden met de radialen (typisch 1/4 λ + 5%) onder een hoek van ~135°. In deze opstelling is de impedantie aan de antenneconnector ~ 50Ω.
Naarmate men een langer driven element aanwendt (1/2 λ of 0,64 λ bijvoorbeeld), wordt de impedantie aan de antenneconnector groter en zal men dit element normaliter voeden met een tuning coil.

## Groundplane-antenne voor schepen
De groundplane-antenne leent zich uitstekend voor gebruik op schepen. In de afbeelding is een groundplane-antenne weergegeven, ontworpen voor loodsboten en werkend in een frequentiegebied van 156 - 166 MHz. 
Vastgesteld werd, dat de staven van de tegencapaciteit (radialen) een lengte van circa 1/4 λ moesten hebben. 

 Tussen de golflengte λ (in m), de frequentie f (in Hz) en de voortplantingssnelheid c van de golf (in m/s) bestaat een directe relatie, namelijk:
{\displaystyle \lambda ={\frac {c}{f}}}
De lichtsnelheid c is de snelheid waarmee elektromagnetische golven zich voortplanten, en bedraagt 299.792.458 meter/seconde, afgerond tot 300.000.000 meter/sec.
{\displaystyle ={3*10^{8}}}m/sec.
Bij een gemiddelde frequentie van 161 MHz betekent dit dus voor de (theoretische)lengte van de tegencapaciteit:
{\displaystyle {\lambda  \over 4}}{\displaystyle ={3\cdot 10^{8} \over 4f}={3\cdot 10^{8} \over 4\cdot 161\cdot 10^{6}}=0,466\ m}

Uit verdere metingen bleek, dat de juiste lengte 0,477 m ( = 477 mm) moest zijn. 

De radialen van de tegencapaciteit stonden bij deze uitvoering onder een hoek van {\displaystyle {130^{0}}}.

Normaal zou ook de straler de berekende lengte van 1/4 λ dienen te bezitten, maar door allerlei invloeden wordt hiervoor in de praktijk meestal 0,9 à 0,8 × 1/4 λ genomen. Als uiteindelijke lengte werd hiervoor 0,412 m ( = 412 mm) gekozen.